# Caprice (muziekstuk)
Caprice was het verplicht werk van de componist Victor Kissine voor de Koningin Elisabethwedstrijd 2012 (voor viool).

## Geschiedenis
Voor de halve finale van de Koningin Elisabethwedstrijd dient iedere deelnemer een verplicht werk te spelen dat in opdracht van de wedstrijd wordt gecomponeerd. In 2011 componeerde de Rus Victor Kissine (1953) deze Caprice voor viool en piano. Volgens de componist zelf ontleende hij de titel aan de 'capricieuze' vorm van de compositie. Hij noemt het werk voorts een knipoog naar Paganini.

### Uitgave
Caprice werd in 2012 uitgegeven door de in Mainz gevestigde uitgeverij M.P. Belaieff onder het nummer Bel 588. De partituur kent 23 genummerde pagina's en bevat een los bijgevoegde partituur van acht pagina's alleen voor de vioolpartij.